# Fran Cárdenas
Francisco Javier Cárdenas Maldonado, detto Fran (La Palma del Condado, 3 ottobre 1990), è un cestista spagnolo.